# 味噌ラーメン

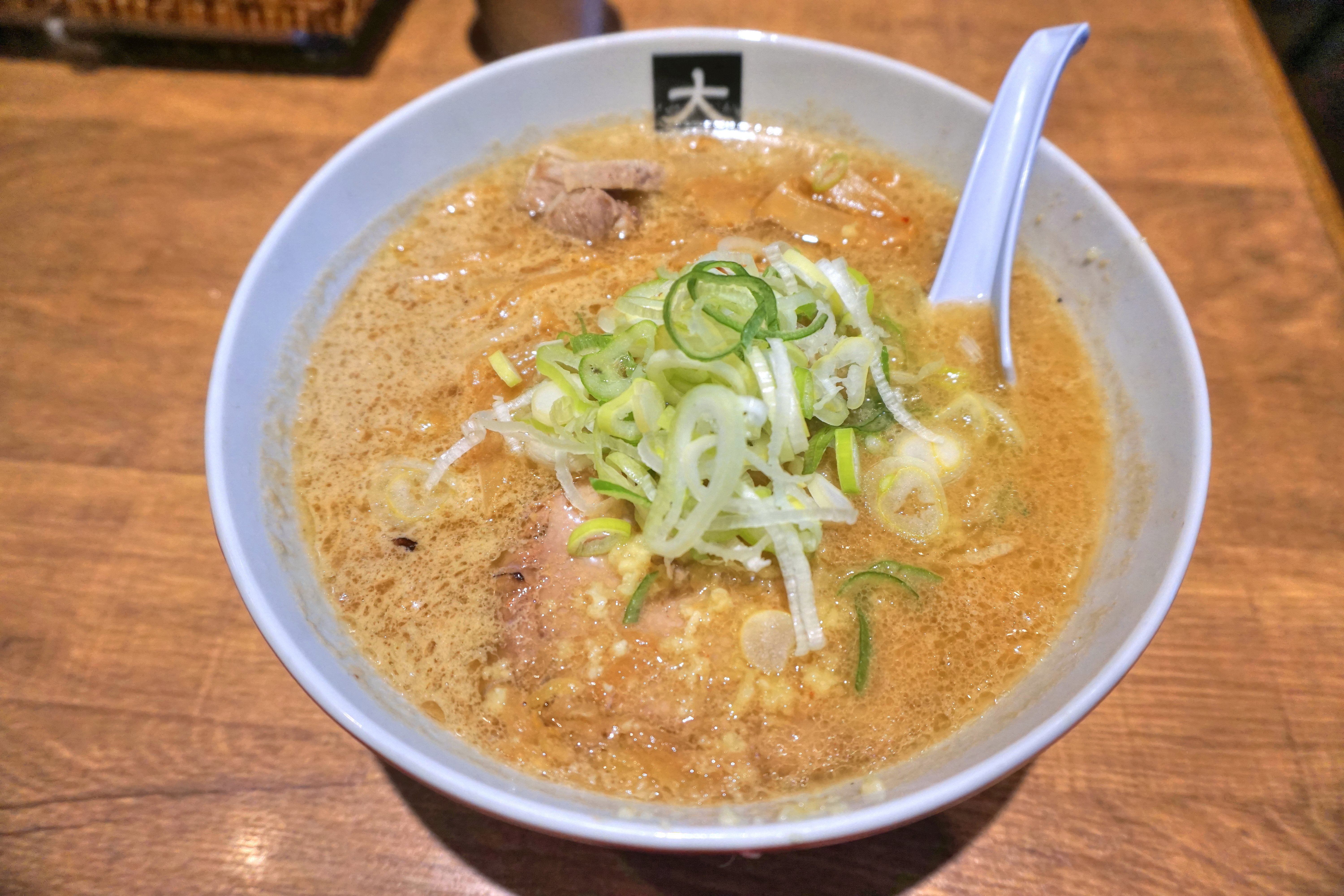
味噌ラーメン

味噌ラーメン（みそラーメン）は、タレ（かえし）に味噌を使用した日本のラーメン。北海道札幌市を発祥とする味噌ラーメンの知名度が高いが、それ以外の地域発祥の味噌ラーメンも存在する。

## 歴史
札幌の味噌ラーメンは、市内の大衆食堂「味の三平」店主の大宮守人によって1955年に考案された。
大宮は、雑誌『リーダーズ・ダイジェスト』に掲載された、スイスの食品メーカー・マギー社の社長による「日本人は味噌をもっと料理に活用するべき」との一文を目にして以来、味噌を用いたラーメンの開発に従事する。日本各地から味噌を取り寄せたり、試作品を常連客に出して意見を聴いてみたりの試行錯誤を重ねた末、1963年に店のメニューに正式に味噌ラーメンが載ることとなった。それまでの北海道での主流であった豚骨醤油と異なる、豚骨スープに味噌を加えた味噌ラーメンを1965年に東京と大阪の髙島屋で開催された物産展にて実演販売したところ、来場者の関心を集めた。
その後、1967年にはホッコク（後のアスラポートどさん子事業本部）が運営する「どさん子ラーメン」が全国にラーメン店のフランチャイズ展開を開始し、1968年にはサンヨー食品がインスタント味噌ラーメン「サッポロ一番みそラーメン」の販売を開始するなど、フランチャイズとインスタントラーメンという流通形態が味噌ラーメンの全国的な知名度獲得を牽引。これら一連の流れにより、味噌ラーメンは北海道のご当地ラーメンとして認識されるところとなった。
なお、大宮が客の要望で「味の三平」特別メニューの豚汁をラーメンに入れ、客がそれに大満足したことに味噌ラーメンのヒントを得たという情報が流布しているが、店を継いで二代目店主になった大宮の息子は否定している。

## 日本各地の味噌ラーメン
日本各地の味噌をベースとしたご当地ラーメンには、以下のようなものが挙げられる。
- 札幌ラーメン（北海道札幌市）
- 地獄ラーメン（北海道北広島市）
- 仙台ラーメン（宮城県仙台市）仙台は戦国伊達政宗時代から味噌が特産品であり、味噌ベースのラーメンが比較的多い[5]。
- 赤湯ラーメン（山形県南陽市） - 1960年に誕生した辛味噌ラーメン。残った醤油スープに、 味噌を入れて食べていたのが起源とされる[6][7]。
- 新潟味噌ラーメン（新潟県新潟市）
- 入善ブラウンラーメン（富山県入善町）
- 信州味噌ラーメン（長野県） - 2015年に観光資源のブランドとして、ご当地ラーメンの1つとして日清食品が信州味噌を使ったラーメンを開発した[8][9]。
- 鹿児島ラーメン（鹿児島県鹿児島市）

## 辛味噌ラーメン
辛味噌をトッピングするスタイルとしては赤湯ラーメンの名が挙げられる。